# Leioproctus microdontus
Leioproctus microdontus là một loài Hymenoptera trong họ Colletidae. Loài này được Cockerell mô tả khoa học năm 1929.